# MTV Movie Awards 2016
La 25ª edizione degli MTV Movie Awards si è tenuta il 10 aprile 2016 presso i Warner Bros. Studios di Burbank, California. A presentare la cerimonia saranno Dwayne Johnson e Kevin Hart.
Le candidature sono state annunciate l'8 marzo 2016. Il film maggiormente candidato è stato Star Wars - Il risveglio della Forza, con 11 nomination.

## Vincitori e candidati
I vincitori saranno indicati in grassetto, a seguire gli altri candidati.

### Miglior film (Movie of the Year)
- Star Wars - Il risveglio della Forza (Star Wars: The Force Awakens), regia di J. J. Abrams
- Avengers: Age of Ultron, regia di Joss Whedon
- Creed - Nato per combattere (Creed), regia di Ryan Coogler
- Deadpool, regia di Tim Miller
- Jurassic World, regia di Colin Trevorrow
- Straight Outta Compton, regia di F. Gary Gray

### Miglior film basato su una storia vera (True Story)
- Straight Outta Compton, regia di F. Gary Gray
- Zona d'ombra (Concussion), regia di Peter Landesman
- Joy, regia di David O. Russell
- Steve Jobs, regia di Danny Boyle
- La grande scommessa (The Big Short), regia di Adam McKay
- Revenant - Redivivo (The Revenant), regia di Alejandro González Iñárritu

### Miglior documentario (Documentary)
- Amy, regia di Asif Kapadia
- Cartel Land, regia di Matthew Heineman
- He Named Me Malala, regia di Davis Guggenheim
- The Hunting Ground, regia di Kirby Dick
- The Wolfpack, regia di Crystal Moselle
- What Happened, Miss Simone?, regia di Liz Garbus

### Miglior performance maschile (Best Male Performance)
- Leonardo DiCaprio - Revenant - Redivivo (The Revenant)
- Matt Damon - Sopravvissuto - The Martian (The Martian)
- Michael B. Jordan - Creed - Nato per combattere (Creed)
- Chris Pratt - Jurassic World
- Ryan Reynolds - Deadpool
- Will Smith - Zona d'ombra (Concussion)

### Miglior performance femminile (Best Female Performance)
- Charlize Theron - Mad Max: Fury Road
- Morena Baccarin - Deadpool
- Anna Kendrick - Pitch Perfect 2
- Jennifer Lawrence - Joy
- Alicia Vikander - Ex Machina
- Daisy Ridley - Star Wars - Il risveglio della Forza (Star Wars: The Force Awakens)

### Miglior eroe (Best Hero)
- Jennifer Lawrence - Hunger Games: Il canto della rivolta - Parte 2 (The Hunger Games: Mockingjay - Part 2)
- Charlize Theron - Mad Max: Fury Road
- Chris Evans - Avengers: Age of Ultron
- Daisy Ridley - Star Wars - Il risveglio della Forza (Star Wars: The Force Awakens)
- Dwayne Johnson - San Andreas
- Paul Rudd - Ant-Man

### Miglior cattivo (Best Villain)
- Adam Driver - Star Wars - Il risveglio della Forza (Star Wars: The Force Awakens)
- Ed Skrein - Deadpool
- Hugh Keays-Byrne - Mad Max: Fury Road
- James Spader - Avengers: Age of Ultron
- Samuel L. Jackson - Kingsman - Secret Service (Kingsman: The Secret Service)
- Tom Hardy - Revenant - Redivivo (The Revenant)

### Miglior performance rivelazione (Best Breakthrough Performance)
- Daisy Ridley - Star Wars - Il risveglio della Forza (Star Wars: Il risveglio della Forza)
- Amy Schumer - Un disastro di ragazza (Trainwreck)
- Brie Larson - Room
- Dakota Johnson - Cinquanta sfumature di grigio (Fifty Shades of Grey)
- John Boyega - Star Wars - Il risveglio della Forza (Star Wars: The Force Awakens)
- O’Shea Jackson Jr. - Straight Outta Compton

### Miglior bacio (Best Kiss)
- Rebel Wilson e Adam DeVine - Pitch Perfect 2
- Amy Schumer e Bill Hader - Un disastro di ragazza (Trainwreck)
- Dakota Johnson e Jamie Dornan - Cinquanta sfumature di grigio (Fifty Shades of Grey)
- Leslie Mann e Chris Hemsworth - Come ti rovino le vacanze (Vacation)
- Margot Robbie e Will Smith - Focus - Niente è come sembra (Focus)
- Morena Baccarin e Ryan Reynolds - Deadpool

### Miglior combattimento (Best Fight)
- Ryan Reynolds vs. Ed Skrein - Deadpool
- Leonardo DiCaprio vs. l'orso - Revenant - Redivivo (The Revenant)
- Charlize Theron vs. Tom Hardy - Mad Max: Fury Road
- Robert Downey Jr. vs. Mark Ruffalo - Avengers: Age of Ultron
- Daisy Ridley vs. Adam Driver - Star Wars - Il risveglio della Forza (Star Wars: The Force Awakens)
- Melissa McCarthy vs. Nargis Fakhri - Spy

### Miglior performance comica (Best Comedic Performance)
- Ryan Reynolds - Deadpool
- Amy Schumer - Un disastro di ragazza (Trainwreck)
- Kevin Hart - Un poliziotto ancora in prova (Ride Along 2)
- Melissa McCarthy - Spy
- Rebel Wilson - Pitch Perfect 2
- Will Ferrell - Duri si diventa (Get Hard)

### Miglior performance d'azione (Best Action Performance)
- Chris Pratt - Jurassic World
- Dwayne Johnson - San Andreas
- Jennifer Lawrence - Hunger Games: Il canto della rivolta - Parte 2 (The Hunger Games: Mockingjay - Part 2)
- John Boyega - Star Wars - Il risveglio della Forza (Star Wars: The Force Awakens)
- Ryan Reynolds - Deadpool
- Vin Diesel - Fast & Furious 7

### Miglior performance virtuale (Best Virtual Performance)
- Amy Poehler - Inside Out
- Andy Serkis - Star Wars - Il risveglio della Forza (Star Wars: The Force Awakens)
- Jack Black - Kung Fu Panda 3
- James Spader - Avengers: Age of Ultron
- Lupita Nyong'o - Star Wars - Il risveglio della Forza (Star Wars: The Force Awakens)
- Seth MacFarlane - Ted 2

### Miglior Cast (Ensemble Cast)
- Pitch Perfect 2
- Avengers: Age of Ultron
- Fast & Furious 7
- Star Wars - Il risveglio della Forza (Star Wars: The Force Awakens)
- Hunger Games: Il canto della rivolta - Parte 2 (The Hunger Games: Mockingjay - Part 2)
- Un disastro di ragazza (Trainwreck)

### MTV Generation Award
- Will Smith

### Comedic Genius Award
- Melissa McCarthy

## Statistiche premi/candidature
Premi vinti/candidature:
- 3/11 - Star Wars - Il risveglio della Forza
- 2/8 - Deadpool
- 2/4 - Pitch Perfect 2
- 1/4 - Mad Max: Fury Road
- 1/4 - Revenant - Redivivo
- 1/3 - Hunger Games: Il canto della rivolta - Parte 2
- 1/3 - Jurassic World
- 1/3 - Straight Outta Compton
- 1/1 - Amy
- 0/6 - Avengers: Age of Ultron
- 0/4 - Un disastro di ragazza
- 0/2 - Zona d'ombra
- 0/2 - Joy
- 0/2 - Cinquanta sfumature di grigio
- 0/2 - Creed - Nato per combattere
- 0/2 - Fast & Furious 7
- 0/2 - Spy
- 0/2 - San Andreas
- 0/1 - La grande scommessa
- 0/1 - Cartel Land
- 0/1 - He Named Me Malala
- 0/1 - The Hunting Ground
- 0/1 - The Wolfpack
- 0/1 - What Happened, Miss Simone?
- 0/1 - Steve Jobs
- 0/1 - Sopravvissuto - The Martian
- 0/1 - Ex Machina
- 0/1 - Room
- 0/1 - Come ti rovino le vacanze
- 0/1 - Un poliziotto ancora in prova
- 0/1 - Duri si diventa
- 0/1 - Focus - Niente è come sembra
- 0/1 - Ant-Man
- 0/1 - Kingsman - Secret Service
- 0/1 - Kung Fu Panda 3
- 0/1 - Ted 2